# Samanatham
Samanatham es una  ciudad censal situada en el distrito de Madurai en el estado de Tamil Nadu (India). Su población es de 4477 habitantes (2011). Se encuentra a 6 km de Madurai.

## Demografía
Según el censo de 2011 la población de Samanatham era de 4477 habitantes, de los cuales 2258 eran hombres y 2219 eran mujeres. Samanatham tiene una tasa media de alfabetización del 79,85%, inferior a la media estatal del 80,09%: la alfabetización masculina es del 86,59%, y la alfabetización femenina del 72,97%.